# Mako Vunipola
Pour les articles homonymes, voir Vunipola.

a Compétitions nationales et continentales officielles uniquement.

b Matchs officiels uniquement.
Dernière mise à jour le 27 novembre 2024.
Mako Vunipola, né le 13 janvier 1991 à Wellington (Nouvelle-Zélande), est un joueur international anglais de rugby à XV jouant au poste de pilier gauche au RC Vannes depuis 2024.
Formé à Bristol, il joue avec les Saracens de 2011 à 2024.
Son père, Fe'ao Vunipola, est un joueur international tongien de rugby à XV, tandis que son frère Billy Vunipola joue également avec lui aux Saracens ainsi qu'en équipe d'Angleterre durant sa carrière. Il est aussi le cousin de Carwyn Tuipulotu et Sisilia Tuipulotu.

## Biographie

### Jeunesse et formation
Mako Vunipola est originaire de Wellington, en Nouvelle-Zélande et est le fils de l'ancien joueur international tongien Fe'ao Vunipola qui a émigré au Royaume-Uni dans les années 1990 pour jouer à Pontypool au Pays de Galles. Son frère Billy Vunipola est également international anglais de rugby à XV. Il est aussi le cousin de Carwyn Tuipulotu et Sisilia Tuipulotu.

### Carrière en club
En 2010, le joueur devient professionnel au club de Bristol, alors en deuxième division.

#### Saracens (2011-2024)
L'année suivante, en 2011, il signe pour les Saracens.
À l'issue de la saison 2015-2016, il est nommé dans l'équipe type de Premiership.
Durant la saison 2018-2019, les Saracens se qualifient dans un premier temps en finale de la Coupe d'Europe et affrontent les Irlandais du Leinster. Vunipola est titulaire en première ligne avec Jamie George et Titi Lamositele et son équipe s'impose sur le score de 20 à 10,. Il remporte ainsi cette compétition pour la troisième fois de sa carrière. De même en championnat, les Saracens atteignent la finale où ils jouent contre Exeter. Cependant, lors de la finale face au Leinster, il est victime d'une déchirure aux ischios-jambiers mettant fin à sa saison. Il ne participe donc pas au sacre de son équipe l'emporte sur le score de 34 à 37,. Il figure tout de même dans l'équipe type de la saison en Premiership.
Les Saracens réalisent une bonne saison 2019-2020 sur le plan sportif, cependant, le club est relégués administrativement en deuxième division à partir de la saison suivante à cause du non-respect du plafond salarial. Malgré cette situation, Mako Vunipola décide de rester fidèle à son club et de continuer à jouer avec, même en deuxième division. Il joue ainsi la saison 2020-2021 en Championship, la deuxième division anglaise. Il participe à huit rencontres de championnat, qui voit son équipe se qualifier en finale. Les Sarries affrontent les Ealing Trailfinders et s'imposent facilement 60-0 à l'aller et 57-15 au retour avec un notamment un essai de Vunipola. Les Saracens sont donc de retour en première division après seulement une saison jouée à l'échelon inférieur.
En 2021-2022, pour le retour des Saracens dans l'élite du rugby anglais, il joue 21 matchs, tous en tant que titulaire et marque deux essais. Son club est éliminé en demi-finale du Challenge européen par le RC Toulon. Cependant, en championnat il retrouve la finale de la compétition, trois ans après sa dernière, après avoir éliminé les Harlequins champions en titre. Pour cette nouvelle finale face à Leicester, Mako Vunipola est encore une fois titulaire en première ligne, accompagné par Jamie George et Vincent Koch et joue 66 minutes avant d'être remplacé par Eroni Mawi. Finalement, les siens sont battus en toute fin de match à cause d'un drop de Freddie Burns.
La saison suivante, en 2022-2023, Les Saracens sont d'abord éliminés en quarts de finale de la Champions Cup par le Stade rochelais mais atteignent ensuite la finale du championnat. Mako Vunipola ne participe cependant pas à cette finale remportée 35-25 face aux Sale Sharks.

#### Fin de carrière au RC Vannes (depuis 2024)
À partir de la saison 2024-2025, il quitte les Saracens après treize saisons passées au club et s'engage avec le RC Vannes pour deux ans. Âgé de 33 ans, il arrive pour renforcer le club breton, promu en Top 14 pour la première fois de son histoire.

### Carrière en équipe nationale
Mako Vuniola a joué dans diverses sélections de jeunes, chez les moins de 18 ans et les moins de 20 ans. Vunipola fait sa première apparition avec le maillot de l'Angleterre contre les Fidji à Twickenham en novembre 2012. Quelques semaines plus tard, il joue ses premiers matchs dans le Tournoi des Six nations. Plus tard, en avril, il est choisi dans le groupe pour la tournée des Lions britanniques pour affronter l'Australie sur ses terres. Il dispute les trois matchs et les Lions gagnent la série 2-1.
En janvier 2019, il est sélectionné pour participer au Tournoi des Six Nations 2019. Il joue les deux premiers matchs avant de se blesser face à la France, le contraignant à déclarer forfait pour la suite du tournoi, finalement remporté par le Pays de Galles qui réalise le Grand Chelem. En juillet 2019, toujours pas remis de sa blessure, il n'est sélectionné en équipe nationale pour les matchs de préparation à la Coupe du monde 2019. Il est cependant de retour à temps pour le début du mondial.
Alors qu'il est l'un des cadres de la sélection anglaise, il n'est pas sélectionné par Eddie Jones pour le Tournoi des Six Nations 2022. En effet, le sélectionneur a décidé de se passer de plusieurs joueurs importants de l'équipe comme son frère Billy ou encore George Ford. Il fait toutefois son retour en équipe nationale pour la tournée d'été en Australie de la même année.
Il sélectionné pour participer à trois tests internationaux à l'automne 2022. Il est ensuite retenu pour le Tournoi des Six Nations 2023. Il joue tous les matchs de ce tournoi en tant que remplaçant d'Ellis Genge et l'Angleterre finit à la quatrième place.
En juin 2023, il n'est pas sélectionné dans le groupe anglais pour préparer la Coupe du monde 2023 à cause d'une blessure, mais est toujours considéré comme un prétendant au groupe final,. Il est finalement bel et bien forfait et ne participe à aucun match de cette Coupe du monde, marquant ainsi la fin de son aventure avec la sélection anglaise.
En janvier 2024, il annonce prendre sa retraite internationale après avoir cumulé 79 sélections.

## Statistiques

### En équipe nationale
- 79 sélections
- 10 points marqués (2 essais)
- Sélections par années : 4 en 2012, 6 en 2013, 5 en 2014, 12 en 2015, 12 en 2016, 5 en 2017, 7 en 2018, 7 en 2019, 5 en 2020, 4 en 2021, 7 en 2022, 5 en 2023
- Tournois des Six Nations disputés : 2013, 2014, 2015, 2016, 2017, 2018, 2019, 2020, 2021 et 2023

Mako Vunipola dispute deux éditions de la Coupe du monde, en 2015, où il obtient quatre sélections, contre les Fidji, le pays de Galles, l'Australie et l'Uruguay. Et en 2019, disputant quatre rencontres contre l'Argentine, l'Australie, la Nouvelle-Zélande et l'Afrique du Sud.

### Avec les Lions britanniques
- 9 sélections : 3 en 2013, 3 en 2017 et 3 en 2021

## Palmarès

### En club
- Saracens
  - Vainqueur du Championnat d'Angleterre en 2015, 2016, 2018, 2019 et 2023
  - Vainqueur de la Coupe d'Europe en 2016 et 2017
  - Vainqueur du Championnat d'Angleterre de 2e division en 2021

### En équipe nationale
- Angleterre
  - Vainqueur du Tournoi des Six Nations en 2016 (Grand Chelem), 2017 et 2020
  - Vainqueur de la Triple Couronne en 2014, 2016 et 2020
  - Vainqueur de la Coupe d'automne des nations en 2020

### Distinctions personnelles
- Membre de l'équipe type du Championnat d'Angleterre en 2016, 2017 et 2019